# Айнтрахт (женский футбольный клуб, Франкфурт-на-Майне)
«Айнтрахт» (нем. Eintracht Frankfurt) — немецкий женский футбольный клуб из Франкфурта-на-Майне. 7-кратный чемпион Германии. 9-кратный обладатель Национального Кубка. 4-кратный обладатель Кубка УЕФА среди женщин. С 1999 по 2020 гг. носил название «Франкфурт» (нем. 1. FFC Frankfurt), а с 1973 по 1998 годы был известен как «Праунхайм» (нем. SG Praunheim).
Во Франкфурте-на-Майне существовала ещё одна женская футбольная команда «Франкфурт» при мужском футбольном клубе «Франкфурт» (нем. FSV Frankfurt), которая по окончании сезона 2005/06 была расформирована из-за финансовых затруднений.
См. также: FSV Frankfurt#Geschichte des Frauenfußballs  (нем.), FSV Frankfurt#Women's department  (англ.),   (англ.), 1. FFC Frankfurt#Geschichte  (нем.), 1. FFC Frankfurt#SG Praunheim  (нем.) и 1. FFC Frankfurt#History  (англ.), Category:1. FFC Frankfurt players  (англ.).

Логотип, использовавшийся с 1999 по 2020 гг.

## Достижения
- Бундеслига:

Чемпион (7): 1998/1999, 2000/2001, 2001/2002, 2002/2003, 2004/2005, 2006/2007, 2007/2008
Вице-чемпион (4): 1999/2000, 2003/2004, 2010/2011, 2013/2014
Бронзовый призер (7): 2005/2006, 2009/2010, 2011/2012, 2012/2013, 2014/2015, 2015/2016, 2021/2022

### Статистика выступлений в Бундеслиге
- Кубок Германии:

Обладатель Кубка (9): 1999, 2000, 2001, 2002, 2003, 2007, 2008, 2011, 2014
Финалист Кубка (4): 2004, 2005, 2006, 2012
- Кубок и Лига чемпионов УЕФА:

Обладатель Кубка (4): 2002, 2006, 2008, 2015
Финалист Кубка (2): 2004, 2012